# Niinisaari (ö i Norra Savolax, Inre Savolax, lat 62,70, long 26,89)
Niinisaari är en ö i Finland. Den ligger i sjön Koskelovesi och Miekkavesi och i kommunen Rautalampi i den ekonomiska regionen  Inre Savolax ekonomiska region  och landskapet Norra Savolax, i den centrala delen av landet, 300 km norr om huvudstaden Helsingfors. Öns area är 2,1 hektar och dess största längd är 390 meter i sydöst-nordvästlig riktning.